# Crenicichla niederleinii
Crenicichla niederleinii är en fiskart som först beskrevs av Holmberg, 1891.  Crenicichla niederleinii ingår i släktet Crenicichla och familjen Cichlidae. Inga underarter finns listade i Catalogue of Life.